# ساکی نیزوئه
ساکی نیزوئه (انگلیسی: Saki Niizoe؛ زادهٔ ۴ ژوئیهٔ ۱۹۹۶) جودوکار زن اهل ژاپن است.